# Asuridia miltochristoides
Asuridia miltochristoides là một loài bướm đêm thuộc phân họ Arctiinae, họ Erebidae.